# Бухари, Мирзо Абдулло
Мирзо Абдулло Бухари (узб Mirzo Abdullo Buhari; Самарканд, Бухарский эмират — 1848 год, Мекка — 1893 год) —  меценат, краевед, коллекционер, промышленник, интеллектуал. Один из пионеров технологичного производства шелковых тканей в Туркестане.

## Биография
Мирзо Бухари родился в 1848 году в самаркандской махалле Тошканди, заселенной ремесленниками из Ташкента, а позднее и Бухары. Отец Мирзо занимался выращиванием грены и передал своему сыну профессию, как и первоначальный капитал, по наследству. Однако юный предприниматель не стал ограничиваться сельским хозяйством, и уже в 1865 году открыт ткацкое предприятие по производству шелковых тканей. После вхождения Самарканда в состав Российской Империи Бухари отказался от кустарного производства тканей и освоил на тот момент современные российские технологии, став одним из основателей машинного шёлкомотального производства в Туркестане. Впоследствии Бухари (или Бухарин, или Абдуллин, как его иногда в документах именовали российские представители) получил титул купца второй гильдии. Ткани производства фабрики молодого предпринимателя выставлялись как на выставках внутри Российской Империи, так и за рубежом, например, в Париже, где он был награждён двумя серебряными медалями за производство шелковых тканей, вышивку шелком по ткани и бархату.
Также планировалось участие Мирзо Бухари на Всемирной выставке в Чикаго в 1892 году, посвященной 400-летнему юбилею открытия Америки, однако выставка была перенесена на более поздний срок, потому Бухари на неё не поехал, так как находился на родине в Самарканде, где осенью 1892 года прокатилась эпидемия холеры. Сам Бухари болезни избежал, и как набожный мусульманин решил совершить паломничество в Мекку, куда он и отправился в мае-июне 1893 года. Однако эпидемия холеры дошла и до туда. В итоге Бухари все-таки заболел этим заболеванием, в результате чего скончался.
О смерти Бухари сообщили несколько изданий тех времен, в частности в самаркандской газете «Окраина» от 11 октября 1893 года было опубликовано сообщение о том, что «купец Бухарин — умер в Мекке от холеры. После него осталось наследство более чем на 80 тысяч рублей и ценная археологическая коллекция». Мусульманская газета «Терджиман», издававшаяся в Крыму И.Гаспринским, также сообщила, что самаркандский торговец Мирза Бухарин скончался во время хаджа.

## Коллекционирование и меценатство
Мирзо Бухари собирал предметы старины на протяжении всей сознательной жизни, в его коллекции были старинные монеты, металлические и керамические изделия, ювелирные украшения. Дополнительный импульс к коллекционированию Бухари добавила встреча с прибывшим на раскопки Афрасиаба археологом Николаем Веселовским, с которым его познакомил начальник Самаркандского уезда, востоковед Георгий Арандаренко. В первый же визит гостя Бухари передал Веселовскому свыше тысячи золотых, серебряных и медных монет, перстней-печаток, женских украшений и керамических изделий. В 1887 году Бухари побывал и в Санкт-Петербурге, где также встретился с Веселовским, который устраивал ему экскурсии по городу и пригласил на заседание Восточного отделения Русского археологического общества, а также познакомил с петербургским ахундом Аятауллой Баязитовым. 18 декабря того же года, Мирзо Бухари был удостоен аудиенции у российского императора Александра III и царской семьи в Гатчинском дворце. Интересно, что Бухари плохо говорил на русском языке, а в качестве переводчика ему помогал приказчик, житель Самарканда Василий Жуков. Поездка в Санкт-Петербург и визит ко двору императора оставили сильное впечатление у Бухари, о чём он сам писал в своей статье, опубликованной в газете «Туркестон велоятининг газетаси».
В знак признательности возвратившийся в Самарканд Бухари представил в Административный кабинет российского императора список из 43 предметов древности, найденных в Самарканде и Бухаре. Весной 1888 года сначала в «Туркестон велоятининг газетаси», а затем и в «Туркестанских ведомостях» была опубликована подробная заметка Бухари о приобретениях из афрасиабского городища. Коллекцией заинтересовался председатель Императорской археологической комиссии граф Бобринский и обратился к Туркестанскому генерал-губернатору представить эту коллекцию на рассмотрение комиссии. В октябре 1888 года с согласия владельца из Самарканда в Санкт-Петербург были отправлены 6300 экспонатов, большая часть которых была передана российской стороне и выставлена в Эрмитаже. Таким образом, Бухари вносил вклад в сохранение культурного наследия. Он отказывал в продаже экспонатов зарубежным ученым и купцам, в том числе президенту Французского географического общества, объясняя отказ желанием сохранить коллекцию исключительно для научного изучения и только в своей стране. Например, Бухари  был одним из крупнейших поставщиков экспонатов для Ташкентского музея. Только за один донат в 1883 году он передал музею свыше сотни артефактов, среди которых были монеты, ювелирные изделия и печати. Некоторое время в доме Бухари жил известный узбекский поэт Фуркат.